# Gerhard Schmitz (Historiker)
Gerhard Schmitz (* 7. Februar 1947 in Uckerath) ist ein deutscher Mittelalterhistoriker.
Schmitz studierte Geschichts- und Politikwissenschaft und öffentliches Recht an der Universität zu Köln und der Eberhard-Karls-Universität Tübingen, an der er 1975 promoviert wurde (Das Konzil von Trosly (909). Überlieferung und Quellen). Danach war er dort Assistent und Akademischer Oberrat. 1996 habilitierte er sich in Tübingen und wurde außerplanmäßiger Professor. 2012 ging er in den Ruhestand.
Er befasst sich mit dem frühen Mittelalter (Karolingerzeit), Rechtsgeschichte, Sozial- und Kulturgeschichte. Unter anderem befasste er sich mit Fälschungen im Mittelalter und er veröffentlichte auch über die Geschichte der MGH.
Er war seit 1994 bei der Monumenta Germaniae Historica und 1994 bis 2012 der stellvertretende Leiter. Mit Wilfried Hartmann und Isolde Schröder gab er 2012 die MGH Concilia 5 (Die Konzilien der karolingischen Teilreiche 875–911) heraus und 1996 gab er bei den MGH die Kapitulariensammlung des Ansegis (Collectio Capitularium Ansegisi) heraus. Von ihm stammt der Artikel Kapitularien im Handwörterbuch zur deutschen Rechtsgeschichte (2. Auflage, 15. Lfg. 2012, Sp. 1604–1612).
2012 erhielt er mit Rudolf Schieffer die erste Freiherr-vom-Stein-Medaille.